# Olympische Jugend-Sommerspiele 2018/Tennis
Bei den Olympischen Jugend-Sommerspielen 2018 in Buenos Aires wurden vom 7. bis zum 14. Oktober fünf Wettbewerbe im Tennis ausgetragen.
Wettkampfstätte war der Buenos Aires Lawn Tennis Club.

## Jungen

### Einzel
| Platz | Land | Spieler                     |
| ----- | ---- | --------------------------- |
| 1     | FRA  | Hugo Gaston                 |
| 2     | ARG  | Facundo Díaz Acosta         |
| 3     | BRA  | Gilbert Soares Klier Júnior |
| 4     | BGR  | Adrian Andreew              |
| 5     | TPE  | Tseng Chun-hsin             |
| 5     | ROU  | Filip Cristian Jianu        |
| 5     | POL  | Daniel Michalski            |
| 5     | ARG  | Sebastián Báez              |

Der Wettbewerb fand vom 7. bis 13. Oktober statt.

### Doppel
| Platz | Land    | Spieler                                   |
| ----- | ------- | ----------------------------------------- |
| 1     | ARG     | Sebastián Báez Facundo Díaz Acosta        |
| 2     | BGR AUS | Adrian Andreew Rinky Hijikata             |
| 3     | FRA     | Hugo Gaston Clément Tabur                 |
| 4     | CZE     | Ondřej Štyler Dalibor Svrčina             |
| 5     | NLD CHE | Jesper de Jong Damien Wenger              |
| 5     | DOM ABW | Nick Hardt Patrick Sydow                  |
| 5     | COL BRA | Nicolás Mejía Gilbert Soares Klier Júnior |
| 5     | CHN JPN | Mu Tao Naoki Tajima                       |

Der Wettbewerb fand vom 8. bis 14. Oktober statt.

## Mädchen

### Einzel
| Platz | Land | Spieler                     |
| ----- | ---- | --------------------------- |
| 1     | SVN  | Kaja Juvan                  |
| 2     | FRA  | Clara Burel                 |
| 3     | COL  | María Camila Osorio Serrano |
| 4     | CHN  | Wang Xinyu                  |
| 5     | JPN  | Yūki Naitō                  |
| 5     | POL  | Iga Świątek                 |
| 5     | RUS  | Oxana Selechmetjewa         |
| 5     | LVA  | Daniela Vismane             |

Der Wettbewerb fand vom 8. bis 14. Oktober statt.

### Doppel
| Platz | Land    | Spieler                                         |
| ----- | ------- | ----------------------------------------------- |
| 1     | SVN POL | Kaja Juvan Iga Świątek                          |
| 2     | JPN     | Yūki Naitō Naho Satō                            |
| 3     | CHN     | Wang Xinyu Wang Xiyu                            |
| 4     | ARG COL | María Lourdes Carlé María Camila Osorio Serrano |
| 5     | ROU CHE | Selma Ștefania Cadar Lulu Sun                   |
| 5     | UKR     | Marharyta Bilokin Wiktorija Dema                |
| 5     | RUS     | Kamilla Rachimowa Oxana Selechmetjewa           |
| 5     | FRA     | Clara Burel Diane Parry                         |

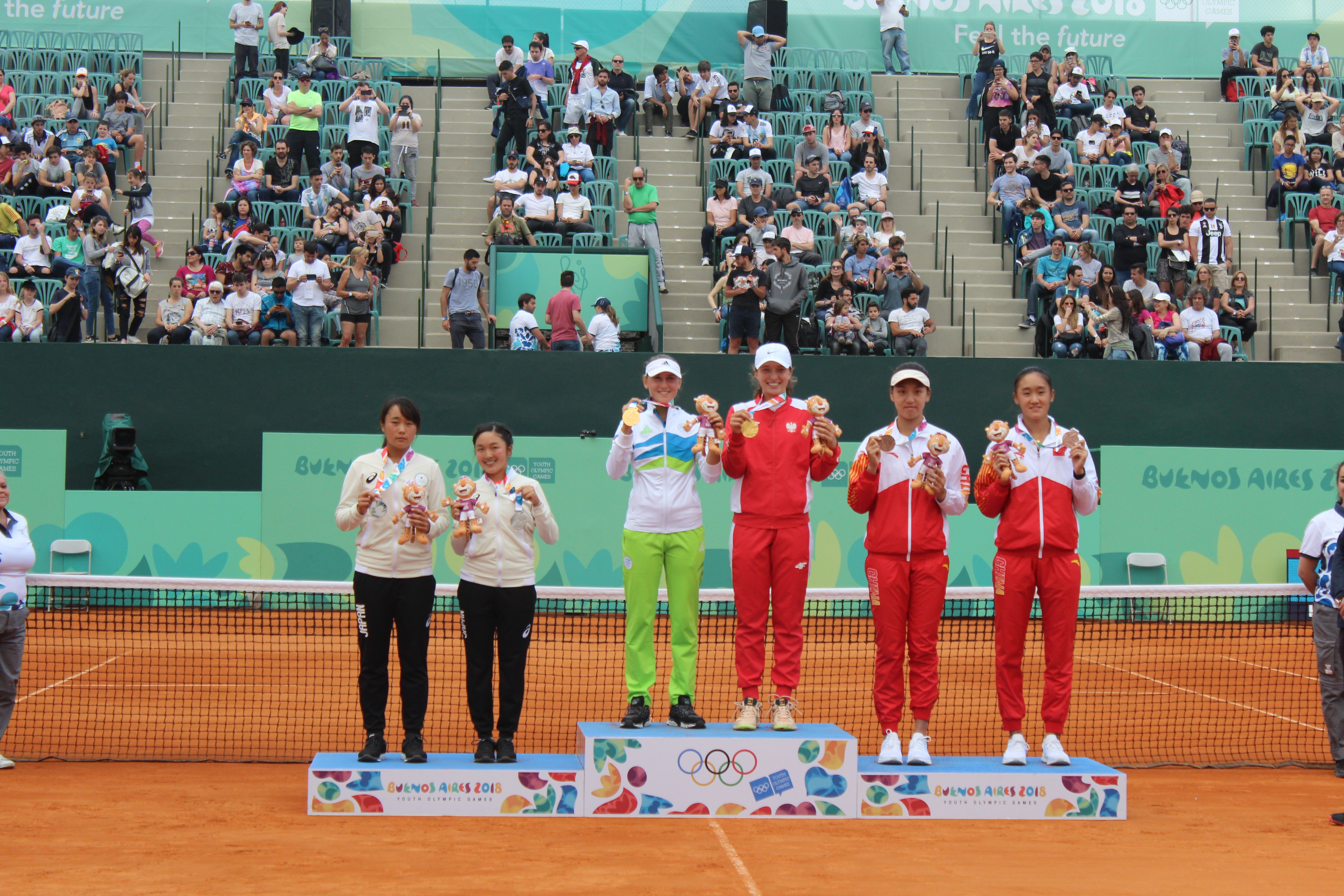

Der Wettbewerb fand vom 7. bis 13. August statt.

## Mixed
| Platz | Land    | Spieler                                   |
| ----- | ------- | ----------------------------------------- |
| 1     | JPN     | Yūki Naitō Naoki Tajima                   |
| 2     | COL     | María Camila Osorio Serrano Nicolás Mejía |
| 3     | FRA     | Clara Burel Hugo Gaston                   |
| 4     | CHE     | Lulu Sun Damien Wenger                    |
| 5     | SVN SRB | Kaja Juvan Marko Miladinović              |
| 5     | TPE     | Joanna Garland Tseng Chun-hsin            |
| 5     | LUX NLD | Eléonora Molinaro Jesper de Jong          |
| 5     | RUS ESP | Oxana Selechmetjewa Carlos López Montagud |

Der Wettbewerb fand vom 9. bis 14. Oktober statt.

## Medaillenspiegel
|       | Medaillenspiegel     | Medaillenspiegel | Medaillenspiegel | Medaillenspiegel | Medaillenspiegel |
| Platz | Land                 | G                | S                | B                | Gesamt           |
| ----- | -------------------- | ---------------- | ---------------- | ---------------- | ---------------- |
| 1     | Frankreich           | 1                | 1                | 2                | 4                |
| 2     | Argentinien          | 1                | 1                | –                | 2                |
| 2     | Gemischte Mannschaft | 1                | 1                | –                | 2                |
| 2     | Japan                | 1                | 1                | –                | 2                |
| 5     | Slowenien            | 1                | –                | –                | 1                |
| 6     | Kolumbien            | –                | 1                | 1                | 2                |
| 7     | China                | –                | –                | 1                | 1                |
| 7     | Brasilien            | –                | –                | 1                | 1                |
| Total | Total                | 5                | 5                | 5                | 39               |